# آيت يحيا أعثمان (اغريس لعلوي)
آيت يحيا أعثمان هي إحدى مشيخات المملكة المغربية، تتبع جغرافيا لإقليم الرشيدية وإداريًا لاغريس لعلوي. يقدر عدد سكانها بـ 6292 نسمة حسب الإحصاء الرسمي للسكان والسكنى لسنة 2004.